# Karl-Peter Hadeler
Karl-Peter Hadeler (* 16. Oktober 1936 in Hamburg; † 3. Februar 2017 in Tübingen) war ein deutscher Mathematiker. Er war Professor für Biomathematik an der Eberhard Karls Universität Tübingen.
Hadeler wurde 1965 an der Universität Hamburg bei Lothar Collatz promoviert (Einschließungssätze bei normalen und bei positiven Operatoren). Von 1967 bis 1971 war er Privatdozent an der Universität Hamburg, danach war er ordentlicher Professor in Tübingen. Mit Collatz organisierte er in den 1970er Jahren Tagungen über die Numerik von Eigenwertaufgaben. Er befasste sich mit Biomathematik, zum Beispiel mit stochastischen Prozessen, partiellen Differentialgleichungen (Reaktionsdiffusionsgleichungen) und Zellulären Automaten.

## Schriften
- Mathematik für Biologen, Heidelberger Taschenbücher 129, Springer 1974
- mit Johannes Müller: Cellular Automata: Analysis and Applications, Springer 2017
- Topics in Mathematical Biology, Lecture Notes on Mathematical Modelling in the Life Sciences, Springer 2017
- mit O. Diekmann, R. Durrett, P. Maini, H.L. Smith, O. Diekmann, V. Capasso: Mathematics inspired by biology (CIME Lectures, Martina Franca 1997), Lecture notes in mathematics, Springer 2000 (darin von Hadeler: Reaction Transport Systems in Biological Modeling, S. 95–150)